# 環境強化

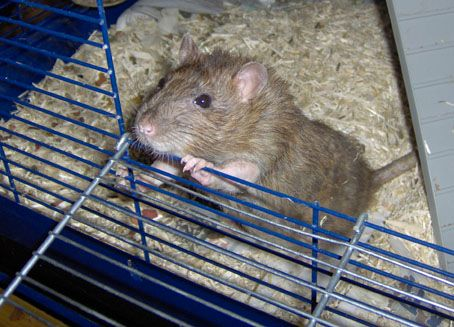
A rodent is not stimulated by the environment in a wire cage, and this affects its brain negatively, particularly the complexity of its synaptic connections

環境強化 (かんきょうきょうか、Environmental enrichment) とは、物理的・社会的環境による脳への刺激のことである。より豊かで刺激的な環境下にある脳は、シナプス形成率が高く、樹状突起がより複雑であるため、脳の活動が活発になる。
この効果は主に神経発達期に起こるが、成人期にも多少起こる。シナプスが増えるとシナプス活動も活発になり、神経細胞にエネルギーを補給するグリア細胞のサイズと数が増加する。環境が豊かになると、毛細血管の血管新生も促進され、ニューロンやグリア細胞に余分なエネルギーを供給する。神経鞘（ニューロン、グリア細胞、毛細血管を合わせたもの）が拡大し、大脳皮質が厚くなる。
げっ歯類の脳に関する研究によると、環境を豊かにすることは、神経新生の増大にもつながる可能性が示唆されている。
動物を使った研究では、環境強化が、アルツハイマー病や加齢に関連するものを含む多くの脳関連機能障害の治療や回復を助ける可能性があること、一方、刺激の欠如は認知機能の発達を損なう可能性があることがわかった。さらに、この研究は、環境強化が、老化や認知症などの症状に対する脳の回復力である認知予備能のレベルを高めることも示唆している。
人間に関する研究では、刺激が不足すると認知発達が遅れ、損なわれることが示唆されている。また、より高いレベルの教育を受け、より認知的に刺激的な活動に参加する環境に身を置くことで、認知予備能が高まることもわかっている。

## 先行研究
1947年、ドナルド・O・ヘブは、ペットとして飼育されたラットの方が、ケージで飼育されたラットよりも、問題解決テストにおいて優れていることを発見した。
このような研究は、1960年にカリフォルニア大学バークレー校でマーク・ローゼンツヴァイクによって始められた。ローゼンツヴァイクは、通常のケージに入れられた1匹のネズミと、おもちゃ、はしご、トンネル、走行用車輪のあるケージに入れられたネズミをグループで比較した。
この研究は1962年、環境強化が大脳皮質の体積を増加させるという発見につながった[3]。
1964年には、これが大脳皮質の厚みの増加、シナプスとグリアの数の増加によるものであることが判明した[4][5]。
また1960年頃から、ハリー・ハーロウはアカゲザルの乳児に対する母性的・社会的剥奪（環境刺激剥奪の一種）の影響を研究した。これにより、正常な認知と感情の発達には社会的刺激が重要であることが立証された[6]。

## シナプス

### シナプス形成
強化された環境下で育てたラットは、大脳皮質が厚くなり（3.3～7％）、シナプスが25％増加した[5][7]。
このような環境の豊かさが脳に及ぼす影響は、生まれた直後[8]、離乳後[5][7][9]、成熟期のいずれにおいても起こる[10]。 
成体においてシナプスの数が増加すると、成体を30日間劣悪な環境に戻しても、シナプスの数は多いままであり[10]、シナプスの数の増加は必ずしも一時的なものではないことが示唆されている[11][12]。しかし、シナプス数の増加は一般的に成熟とともに減少することが観察されている[11][12]。
刺激は錐体ニューロン（大脳皮質の主要な投射ニューロン）だけでなく星状ニューロン（通常は介在ニューロン）のシナプスにも影響を及ぼす[13]。
また、網膜のニューロンなど脳外のニューロンにも影響を及ぼすことがある[14]。 

### 樹状突起の複雑さ
豊かにされた環境は、樹状突起の複雑さと長さに影響を与える。高次の樹状突起枝の複雑さは、若い動物では遠位枝の長さと同様に、豊かな環境下で増加する[13][15]。環境強化は、樹状突起の複雑さに対するストレスの有害な影響から個体を救う[17]。

### 活動とエネルギー消費
豊かな環境にいる動物は、シナプスの活性化が増加している証拠を示す[18]。シナプスはより大きくなる傾向がある[19]。海馬ではガンマ振動の振幅が大きくなる[20]。 このエネルギー消費の増加は、シナプスに余分なエネルギーを供給するグリアや局所的な毛細血管の血管新生に反映される。
- ニューロンあたりのグリア細胞数は12～14％増加する[5][7]。
- シナプスを持つグリア細胞の直接付着面積は19％拡大する[21]。
- 各シナプスに対するグリア細胞核の体積は37.5％増加する[18]。
- ニューロンあたりのミトコンドリアの平均体積は20％大きい[18]。
- 各ニューロンに対するグリア細胞核の体積は63％多い[18]。
- 毛細血管密度が増加する[22]。
- 毛細血管はより太い（4.35μm、対照では4.15μm）[18]。
- 神経乳頭のどの部分と毛細血管との間の距離も短い（34.6μmに対して27.6μm）[18]。

このようなエネルギーに関連した神経突起の変化が、大脳皮質の容積を増加させる（シナプスの数の増加自体は、容積の増加にはほとんど寄与しない）。

### 運動学習刺激
環境強化の効果の一部は、運動技能を習得する機会を提供することである。アクロバット技術を学習するラットの研究では、このような学習活動がシナプス数の増加につながることが示されている[23][24]。

### 母体伝達
妊娠中の環境強化は、網膜の発達を促進するなど、胎児に影響を与える[25]。

## ニューロン新生
環境強化は神経細胞の形成にもつながり（少なくともラットにおいて）[26]、海馬における神経細胞の喪失と慢性ストレスによる記憶障害の両方を逆転させることができる[27]。しかし、強化された環境の行動学的効果については、その関連性が疑問視されている[28]。

## メカニズム
強化された環境は、大脳皮質と海馬の神経細胞構造を決定する遺伝子の発現に影響を与える[29]。分子レベルでは、これはニューロトロフィンNGF、NT-3[30][31]の濃度上昇とBDNFの変化によって起こる[14][32]。[34］もう一つの効果は、シナプスにおいてシナプトフィシンやPSD-95などのタンパク質を増加させることである［35］。Wntシグナル伝達の変化はまた、成体マウスにおいて、海馬のシナプスに対する環境濃縮の効果を模倣することが発見されている［36］。ニューロン数の増加は、VEGFの変化に関連している可能性がある[37]。

## リハビリとレジリエンス
動物における研究では、環境強化が特定の神経疾患や認知障害からの回復を助けることが示唆されている。
主な焦点は2つある：神経リハビリテーションと認知予備能、つまり物理的、自然的、社会的脅威にさらされたときの脳の抵抗力である。
これらの実験のほとんどは、主にげっ歯類などの動物を被験者としているが、研究者たちは、人間の脳が最も似ている動物の脳の患部を指摘し、その発見を、人間がより豊かな環境に対して同等の反応を示すことを示す証拠として用いている。従って、動物で行われたテストは、以下の条件のリストに対する人間のシミュレーションを意味する。

### 神経リハビリテーション

#### 自閉症
2011年に行われた研究では、環境強化が自閉症児の認知能力を大幅に向上させるという結論が導き出された。この研究では、嗅覚と触覚の刺激と他の対になった感覚モダリティを刺激する運動を受けた自閉症児が臨床的に42％改善したのに対し、この治療を受けていない自閉症児の臨床的改善はわずか7％であった[38]。同じ研究ではまた、豊かな感覚運動環境にさらされた自閉症児に有意な臨床的改善が見られ、大多数の親が、この治療によって子どもの生活の質がはるかに良くなったと報告している[38]。2回目の研究でも、その効果が確認された。2つ目の研究では、感覚エンリッチメント療法を6ヵ月間行ったところ、当初自閉症診断観察スケジュールを用いて自閉症分類を与えられていた子どもの21％が、自閉症スペクトラムのままではあるものの、もはや古典的自閉症の基準を満たさないまでに改善したことも明らかにされた[39]。標準的なケアを行った対照群では、同等の改善レベルに達した者はいなかった[39]。この方法論を用いた療法は、感覚エンリッチメント療法と題されている[40][41]。

#### アルツハイマー病
環境強化によって、アルツハイマー病の特徴を持つ生後2ヶ月から7ヶ月のマウスの記憶障害を強化し、部分的に修復することができた。豊かな環境に置かれたマウスは、物体認識テストやモリス水迷路において、標準的な環境に置かれたマウスよりも有意に良好な成績を示した。したがって、環境強化は、アルツハイマー病患者の視覚記憶と学習記憶を強化すると結論づけられた[42]。さらに、アミロイド発症前（生後3ヶ月）に豊かな環境に曝露し、その後7ヶ月以上自宅のケージに戻したアルツハイマー病モデルマウスは、劇的な記憶障害とアミロイドプラーク負荷を示すとされる生後13ヶ月の時点で、空間記憶の維持とアミロイド沈着の減少を示したことが判明している。これらの知見は、マウスにおけるアルツハイマー様病理に対する早期生活刺激体験の予防的かつ長期的な効果を明らかにし、おそらく認知予備能を効率的に刺激する豊かな環境の能力を反映している[43]。ヒトの研究では、豊かな庭は従来の感覚的な庭と比較して、より良い認知機能と日常生活動作における自立に寄与することが示唆されている[44]。

#### ハンチントン病
環境強化がハンチントン病による運動障害や精神障害の緩和に役立つことが研究で示されている。また、ハンチントン病患者の失われたタンパク質のレベルを改善し、海馬に位置するBDNFの線条体および海馬の欠損を予防する[45]。これらの知見から、研究者たちは、環境強化がハンチントン病患者の治療の一形態となりうる可能性があることを示唆している[45]。

#### パーキンソン病
複数の研究により、成体マウスに対する環境強化が神経細胞死を緩和し、特にパーキンソン病患者にとって有益であることが報告されている[46]。より最近の研究では、環境強化が、運動障害に重要なドーパミンとアセチルコリンのレベルを管理するのに重要な黒質経路に特に影響することが示されている[47]。さらに、環境強化はパーキンソン病の社会的影響に対して有益な効果をもたらすことが判明した[47]。

#### 脳卒中
動物で行われた研究によると、脳卒中を発症してから15日後に豊かな環境で回復した被験者は、神経行動機能が有意に改善した。さらに、これらの被験者は、豊かな環境にいなかった被験者に比べ、学習能力が高く、介入後の梗塞が大きかった。したがって、環境強化は、脳卒中後の動物の学習と感覚運動機能にかなりの有益な効果をもたらしたと結論づけられた[48]。2013年の研究でも、環境強化は脳卒中から回復した患者に社会的に有益であることがわかった。その研究の研究者らは、福祉施設の充実した環境にいる脳卒中患者は、一人でいたり寝ていたりするのではなく、通常の社会的な時間帯に他の患者と関わっている可能性が非常に高いと結論づけている[49]。

#### レット症候群
2008年の研究では、レット症候群に似た状態の雌マウスにおいて、環境強化が運動協調性の回復を助け、BDNFレベルをある程度回復させることに有意であることがわかった。30週間にわたり、強化された環境下にいた雌マウスは、標準環境下にいたマウスよりも、優れた運動協調能力を示した[50]。完全な運動能力を持つことはできなかったが、強化された環境下で生活することで、より重度の運動障害を防ぐことができた。これらの結果は、小脳のBDNFレベルの上昇と相まって、運動皮質と小脳の運動学習に関係する領域を刺激する豊かな環境はレット症候群のマウスを助けるのに有益であるという結論に至った[50]。

#### 弱視
最近の研究で、弱視の成体ラットを強化された環境下に入れてから2週間後に視力が改善したことがわかった[51]。同じ研究では、環境強化を終了してからさらに2週間後、ラットは視力の改善を維持した。逆に、標準的な環境に置かれたラットでは、視力の改善は見られなかった。このことから、環境強化は視覚野のGABA抑制を減少させ、BDNFの発現を増加させると結論づけられた。その結果、視覚野のニューロンとシナプスの成長と発達は、環境強化によって大幅に改善された[51]。

#### 感覚遮断
環境強化の助けを借りれば、感覚遮断の影響を改善できることが研究で示されている。例えば、視覚皮質における「暗黒飼育」として知られる視覚障害は、予防やリハビリが可能である。一般的に、豊かな環境は動物の持つ感覚システムを修復しないまでも改善する。

#### 鉛中毒
発育中の妊娠期は、あらゆる鉛にさらされる最も重要な時期の一つである。この時期に高レベルの鉛に暴露されると、空間学習能力が劣ることになる。環境の豊かさが、鉛への暴露によって引き起こされた海馬へのダメージを覆すことが研究で示されている[53]。 
海馬の長期増強に依存する学習と空間記憶は、豊かな環境にいる被験者の海馬の鉛濃度が低いほど、大幅に改善される。この発見はまた、豊かな環境が、鉛によって誘発された脳の欠損をある程度自然に保護することを示した[53]。

#### 慢性脊髄損傷
脊髄損傷に罹患した動物が環境強化に曝され た場合、損傷後の治療が長期にわたったとしても、運動能力の有意な改善を示したという研究がある[54]。
このことから、脊髄には継続的な可塑性があり、回復を助けるた めには、この可塑性を刺激するような充実した環境に全力を尽 くす必要があるとの指摘もある[54]。

#### 母性剥奪のストレス
母性剥奪は、幼少時に養育者である親から見捨てられることによって、引き起こされる可能性がある。
げっ歯類や非ヒト霊長類では、これがストレス関連疾患に対するより高い脆弱性につながる[55]。
研究により、環境強化は、おそらく海馬、扁桃体、前頭前皮質に影響を与えることによって、ストレス反応性に対する母性分離の影響を逆転させることが示唆されている[55][17]。

#### 育児放棄
すべての子供において、母親の養育は海馬の発達に大きな影響を及ぼし、安定した個別的な学習と記憶の基盤を提供する。しかし、育児放棄（ネグレクト）を経験した子供はそうではない。
研究者らは、環境強化を通じて、ネグレクトされた子供は、保護者の存在と同じレベルではないものの、部分的に同じ海馬の発達と安定を受けることができると判断した[56]。この結果は、子供の介入プログラムの結果と同等であり、環境強化を子供のネグレクトに対処するための有用な方法とした[56]。

### 認知予備軍

#### 老化
海馬の神経新生の減少は老化の特徴である。環境強化は、神経細胞の分化と新しい細胞の生存を増強することによって、老化したげっ歯類における神経新生を増加させる[57]。その結果、環境強化した被験者は、空間記憶と学習記憶のレベルを保持する能力が優れていたため、よりよく老化した[57]。

#### 出生前および周産期のコカイン曝露
環境強化下でのマウスは、標準的な環境にいるマウスに比べて、コカイン暴露による影響を受けにくいという研究結果が発表された。両方のマウスの脳内のドーパミンレベルは比較的類似していたが、両方の被験者がコカイン注射にさらされたとき、環境強化したマウスは標準環境のマウスよりも、有意に反応が低かった[58]。したがって、環境強化によって活性化作用と報酬作用の両方が抑制され、環境強化に早期に曝露することが薬物中毒の予防に役立つと結論づけられた[58]。

## ヒト
環境強化の研究は主にげっ歯類で行われているが、霊長類でも同様の効果があり[59]、ヒトの脳にも影響を及ぼす可能性が高い。しかし、ヒトのシナプスとその数に関する直接的な研究は、脳の組織学的研究が必要であるため、限られている。しかし、教育水準と、剖検で脳を摘出した後の樹状突起枝の複雑さとの間に関連性が見出されている[60]。

### 局所的な大脳皮質の変化
MRIでは、鏡読みのような複雑な課題を学習した後（この場合は右後頭葉皮質）、[61]スリーボール・ジャグリング（両側中側頭葉領域と左後頭頂溝）[62]、医学生が試験のために集中的に復習した時（両側後頭葉皮質と外側頭頂皮質）などに、局所的な大脳皮質の拡大が検出される。[63] このような灰白質の容積の変化は、グリア細胞の数の増加と、そのエネルギー消費の増加を支えるために必要な毛細血管の拡張によるシナプスの数の変化と関連していると予想される。

### 施設内での剥奪
質の低い孤児院で、社会的交流も、信頼できる世話人もなく、簡易ベッドに閉じ込められ、貧困な刺激を受けた子供たちは、認知的・社会的発達に深刻な遅れを示す[64]。生後6ヵ月以降に養子に出された場合、その12％が4歳以降に自閉症または軽度の自閉症の特徴を示す。[65] 
そのような貧しい孤児院では、2歳半になっても、まだ明瞭な言葉を発することができない子供がいるが、1年間の養育によって、そのような子供はほとんどの点で、言葉の遅れを取り戻すことができるようになる[66]。 
その他の認知機能の遅れも養子縁組後に起こるが、生後6ヶ月以降になると、多くの子供で問題が続く[67]。
そのような子供たちは、通常の刺激的な環境の子供たちと比べて、実験動物の研究と一致する顕著な違いを脳に示す。彼らは、眼窩前頭前皮質、扁桃体、海馬、側頭皮質、脳幹の脳活動が低下している[68]。また、大脳皮質の異なる領域間の白質結合、特に雲状筋膜の発達が低いことが示された[69]。
逆に、マッサージで早産児の経験を豊かにすると、脳波の活動と視力の成熟が早まる。さらに、実験動物におけるエンリッチメントと同様に、これはIGF-1の増加と関連している[70]。

### 認知予備能とレジリエンス
環境刺激が人間の脳に及ぼす影響を示すもう1つの証拠は、認知的予備能（認知障害に対する脳の回復力の尺度）とその人の教育水準である。高学歴ほど、老化[72][73]、認知症[74]、白質増多[75]、MRIで定義された脳梗塞[76]、アルツハイマー病[77][78]、外傷性脳損傷の影響が少ない。
また、複雑な認知課題に取り組んでいる人では、老化と認知症が少ない。てんかん患者の認知機能の低下は、その人の教育レベルにも影響する可能性がある。

## 参照
- 環境エンリッチメント
- 神経発達
- 神経可塑性
- 知覚学習
- 表現型の可塑性
- ラットパーク
- 刺激
- [シナプス形成